# Nanhezhong (köpinghuvudort i Kina, Shanxi Sheng, lat 39,49, long 113,26)
Nanhezhong är en köpinghuvudort i Kina. Den ligger i provinsen Shanxi, i den norra delen av landet, omkring 190 kilometer norr om provinshuvudstaden Taiyuan. Antalet invånare är 38 602. Befolkningen består av 18 447 kvinnor och 20 155 män. Barn under 15 år utgör 16,0 %, vuxna 15-64 år 72 %, och äldre över 65 år 10,0 %.
Runt Nanhezhong är det ganska tätbefolkat, med 172 invånare per kvadratkilometer. Nanhezhong är det största samhället i trakten. Trakten runt Nanhezhong består i huvudsak av gräsmarker.
Genomsnittlig årsnederbörd är 701 millimeter. Den regnigaste månaden är juli, med i genomsnitt 185 mm nederbörd, och den torraste är januari, med 4 mm nederbörd.